# Victoriamuseet för egyptiska fornsaker
Victoriamuseet för egyptiska fornsaker är ett av Uppsala universitets museer och är inrymt i byggnaden Gustavianum invid Uppsala domkyrka.
Museet fick sitt namn efter dåvarande kronprinsessan Victoria 1895, efter att hon under perioden 1892-1895 donerat olika föremål till universitetet. Några egpytiska fornsaker fanns dock i universitets ägo redan på 1600-talet.